# Cordylophoridae
Cordylophoridae is een familie van neteldieren uit de klasse van de Hydrozoa (hydroïdpoliepen). 

## Geslacht
- Cordylophora Allman, 1844